# Внеатмосферная астрономия

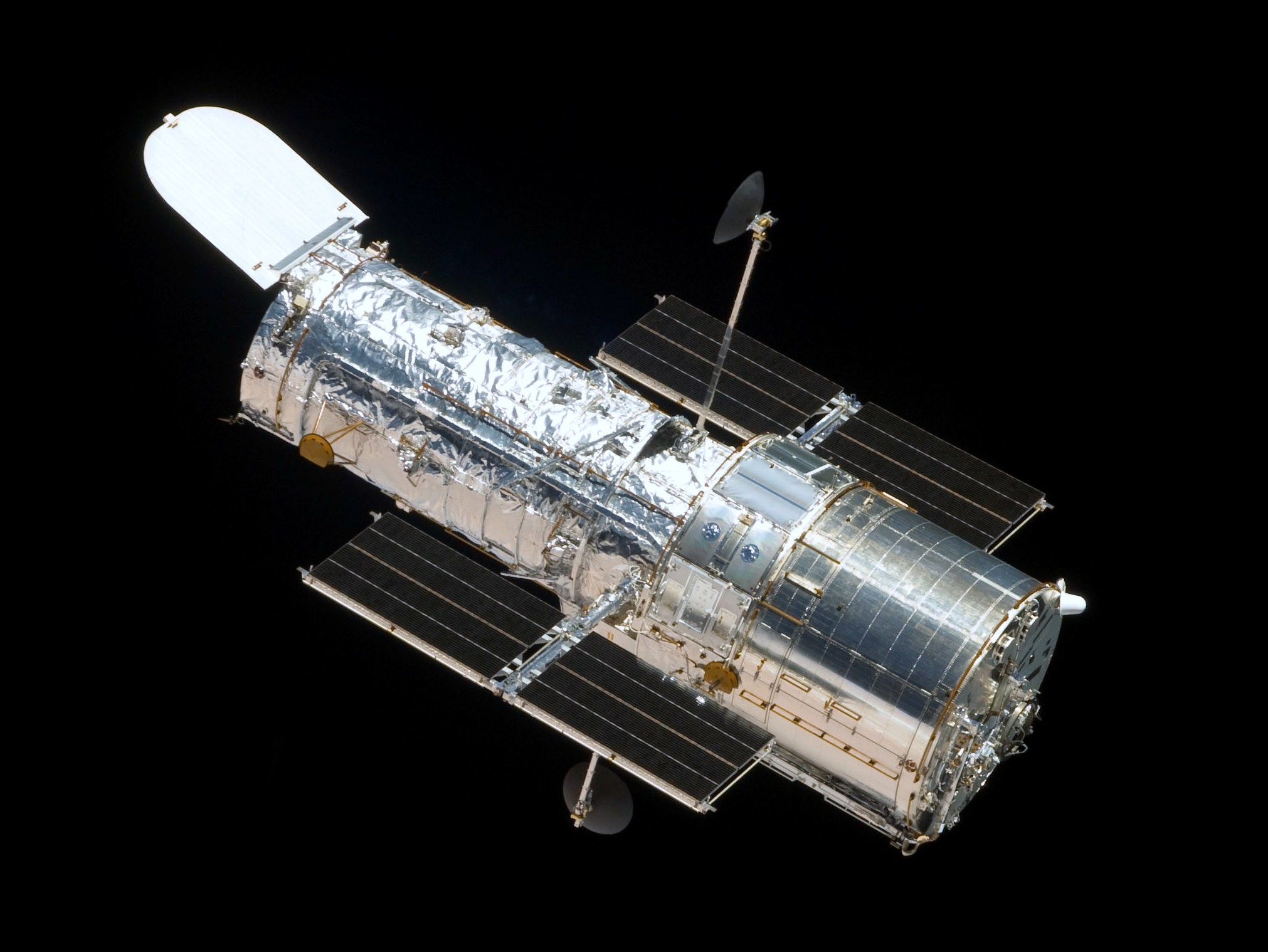
Телескоп «Хаббл»

Внеатмосферная астрономия — раздел астрономии, в котором исследования выполняются с помощью инструментов, которые вынесены за пределы атмосферы Земли. В отличие от исследований, выполняемых с помощью приборов расположенных на поверхности Земли, для внеатмосферной астрономии доступны исследования с использованием всего спектра электромагнитных излучений, что открывает широкие перспективы для исследований.
Кроме того, вынос средств наблюдения позволяет приблизить разрешающую способность телескопов к дифракционному пределу, а в случае применения радиоинтерферометров открывает простор для неограниченного увеличения для базы интерферометра.
Кроме астрономических приборов, расположенных на земной орбите, к внеатмосферным астрономическим приборам относят оптические приборы, удалённые от Земли. В частности, к ним относят автоматические межпланетные станции, находящиеся на орбитах вблизи других тел Солнечной системы и осуществляющие их исследование.
Одним из наиболее удалённых оптических приборов можно назвать Вояджер, который оказавшись на краю Солнечной системы смог осуществить наблюдения, практически свободные от ультрафиолетовой засветки, обусловленной рассеянием солнечного света в Солнечной системе.

## История внеатмосферной астрономии
Вероятно, начало внеатмосферной астрономии можно связать с созданием Галилеем первого телескопа. Практически сразу было установлено, что удаление телескопа от поверхности Земли значительно улучшает изображение небесных объектов (однако для расстояний, доступных астрономам того времени основной вклад в улучшение изображения обусловлен не уменьшением атмосферного давления, а перемещением инструмента в область с меньшей концентрацией пыли и других загрязнений).
Дальнейшие успехи внеатмосферной астрономии связаны с использованием высотных аэростатов, способных достигать высот в 40-50 км. Использование аэростатов позволило подняться выше приповерхностных слоёв атмосферы, насыщенных водяным паром и, в значительной степени преодолеть озоновый слой (максимальная концентрация озона наблюдается на высоте примерно 27 км, на которой молекулярная концентрация озона равна приблизительно 3 10−6). Достижение этих высот позволило производить отдельные измерения с использованием излучения, имеющего длину волны более 200 нм.
Следующий этап успехов внеатмосферной астрономии обусловлен началом широкого использования ракет, которые были способны достигать высоты в 100 км, что позволило полностью выйти за пределы озонового слоя и расширило доступный для исследования спектр электромагнитного излучения до 80 нм. Кроме того, достижение данных высот открыло возможность отдельных рентгеновских исследований. Несмотря на то, что использование ракет позволило вдвое увеличить высоту, на которую удалось поднять астрономические приборы, малое время полёта, невысокая полётная масса и сложность использования длительных выдержек при гироскопической стабилизации ракеты привело к тому, что долгое время аэростаты и ракеты использовались параллельно друг с другом.
Основной результат этого этапа внеатмосферной астрономии — получение изображения Солнца в области длин волн менее 300 нм.
И наконец, бурному развитию внеатмосферной астрономии способствовало начало космической эры, которое позволило не только вынести наблюдательные средства далеко за пределы Земной атмосферы, но и разместить их в непосредственной близости от исследуемых объектов.

## Основные результаты, полученные при помощи методов внеатмосферной астрономии
Основными объектами интереса исследователей на начальном этапе развития радиоастрономии были Земля и Солнце. Первые в истории астрономические приборы, выведенные на околоземную орбиту, были установлены на советском спутнике «Спутник-2», запущенном в СССР 3 ноября 1957 года. Кроме наблюдений солнца в области жёсткого излучения (0.1-12 нм) аппаратура Спутник-2 позволила впервые обнаружить наличие радиационных поясов Земли (важную роль в определении границ радиационных поясов Земли сыграли радиолюбители со всего мира, записавшие сигналы Спутника-3, занятого изучением границ радиационных поясов). Последующие экспериментальные наблюдения Солнца, выполненные СССР в 1957—1960 годах позволили получить данные о температуре плазмы в короне. Наличие солнечного ветра впервые обнаружено автоматическими станциями Луна-1 и Луна-2. А систематические и длительные наблюдения солнечной активности (начаты СССР в 60-х годах) позволили установить связь между изменением наблюдаемых характеристик Солнца, и физическими процессами, протекающими в нём.
Первое изображение солнечной короны, выполненное в области длин волн, соответствующих рентгеновскому диапазону, было получено специалистами Naval Research Laboratory (США). Использованная ими аппаратура позволяла давала возможность получения разрешения в 0,1 солнечного диска. Несмотря на такое, относительно невысокое разрешение, фундаментальным результатом исследования стало обнаружение анизотропии коротковолнового излучения солнечной короны и регистрация нескольких активных зон (которые грубо совпали с зонами-источниками дециметрового излучения).
Следующий этап развития внеатмосферной астрономии связан с исследованием различных тел солнечной системы. Одной из фундаментальных задач, которую было необходимо решить для реализации данных исследований было достижение второй космической скорости. После ряда неудач, данная задача была решена АСМ Луна-1. Из-за программной ошибки программа полёта была выполнена частично, а среди результатов полёта можно отметить открытие внешнего радиационного пояса Земли и отсутствие магнитного поля луны. Первое изображение обратной стороны Луны дала АСМ Луна-3, которая кроме получения фотографической информации о Луне дала возможность отработки системы стабилизации и ориентации космических аппаратов, имеющей решающее значение для последующего развития внеатмосферной астрономии.
Практически одновременно с исследованием Луны были предприняты попытки изучения Венеры. После ряда неудач советских летательных аппаратов (которые тем не менее позволили получить важнейшую технологическую информацию об особенностях эксплуатации летательных аппаратов в космосе) удачным оказался полёт американского Маринер-2, который смог осуществить термометрические измерения венерианской атмосферы, уточнил период её обращения и произвёл измерения напряжённости магнитного поля.